# It's So Easy
Pistes de Appetite for Destruction
Welcome to the Jungle
(1) Nightrain
(3)
It's So Easy est une chanson du groupe de hard rock américain Guns N' Roses. Elle est présente sur le premier album du groupe, Appetite for Destruction (1987).

## Histoire
La chanson est le premier single du groupe sorti le 15 juin 1987 au Royaume-Uni où il atteint la 84e place au classement des ventes. Le single est un double face A, avec la chanson Mr. Brownstone sur l'autre face. Le single sort aussi en Allemagne vers la même date. Les chansons Shadow of Your Love et Move to the City, présentes sur les versions 12-inch vinyl et 12-inch picture du single ont été écrites par des membres de Guns N'Roses lorsqu'ils étaient dans le groupe Hollywood Rose. Ces chansons sortirent au Japon sur l'EP Live from the Jungle. Move to the Cit" était sortie aux États-Unis sur l'EP de 1986 Live ?!*@ Like a Suicide, puis dans le monde entier sur l'album de 1988 GN'R Lies.

## Composition
D'après une interview publiée dans en mars 1988 dans Hit Parader, It's So Easy est « le récit d'une période de la vie traversée par Duff McKagan et West Arkeen, et aussi le reste du groupe. Ils n'avaient pas d'argent mais des fans et des filles sur qui ils pouvaient compter pour survivre... les choses étaient trop faciles. Il y a un vide, it's so easy. »
Dans une interview avec Eddie Trunk en 2006, Axl Rose affirme que Duff McKagan et West Arkeen écrivirent la chanson comme une chanson acoustique hippie, et que c'est le guitariste Slash qui la transforma en chanson rock. McKagan déclara en 2011, dans son livre autobiographique It's So Easy (and Other Lies), que c'est West Arkeen qui lui apprit à alterner les accords, ce qui conduisit la chanson à avoir un son particulier : « sans le open-E tuning, cette chanson n'aurait pas existé, voilà pourquoi West Arkeen est crédité. »

## Vidéo
Le 22 mai 2018, le groupe sort le clip de It's so Easy tourné en 1989 au Cathouse Club de Los Angeles.